# Будинок профспілок України
Будинок профспілок України, офіційно Підприємство «Господарське управління Федерації профспілок України» — адміністративна будівля, у якій були розташовані Федерація профспілок України, штаб Майдану (під час Помаранчевої революції) та Штаб національного спротиву (під час Євромайдану). Будинок майже повністю згорів під час подій 18—20 лютого 2014 року і надалі був повністю відновлений приватним інвестором протягом 2016-2018 років.

## Розташування
Будівлю розташовано на Майдані Незалежності, на розі вулиці Хрещатик та проїздом між алеєю Героїв Небесної Сотні та Михайлівською вулицею. Адреса: вул. Хрещатик, 18/2, м.Київ, 01001.

## Історія
До 1976 року на місці будинку профспілок України знаходилась споруда Київського дворянського зібрання.
У січні 1974 року XXV міська партійна конференція ухвалила рішення, за прикладом Москви, перетворити Київ у зразкове комуністичне місто. У зв'язку із цим організували конкурс на найкращий проєкт реконструкції центральної площі Києва.
1975 року було розпочато роботу по втіленню проєкту в життя. Того ж року на місці знесених на площі Калініна будинків № 2/16, № 4 і № 6/2 почалося будівництво восьмиповерхового Будинку спілок трестом «Київміськбуд-4» (архітектори Олександр Малиновський та Олександр Комаровський) на замовлення та за кошти Української республіканської ради профспілок для використання як адміністративної будівлі, яке завершилось 1980 року.
Пізніше у високу вежу було встановлено електронного годинника. Кожний із чотирьох поліекранів — табло, розміром 4,30 м х 7,20 м, перебувають на висоті 57 метрів та містять близько 5 тисяч ламп потужністю 40 ватів. Розміри поліекранів дозволяють дізнатися точний час із кілометрової відстані.
Новопобудований Будинок спілок, згідно з постановою секретаріату Української ради Профспілок від 27 червня 1980 року (протокол № 7) «Про будівлю Будинку Укрпрофради», передано в експлуатацію управлінню Будинку спілок Укрпрофради.
Підприємство «Господарське управління Федерації профспілок України», надалі Підприємство, є унітарним і створено одним засновником — Федерацією професійних спілок України.
1 квітня 1989 року Управління Будинку спілок перейменовано на Управління по господарському обслуговуванню Укпрофради, згідно з Постановою Секретаріату ВЦРПС № 5-20 від 08.02.1989 р.
1 вересня 1991 року Управління Будинку спілок Укрпрофради перейменовано на Будинок спілок Федерації профспілок України, згідно з Постановою Президії ФПУ № 11-7-4 від 23.08.1991 р.
У 1996 році постановою Президії ФПУ № П-24-14 від 07.02.1996 року Будинок спілок ФПУ перейменовано та реорганізовано у Підприємство «Господарське управління Федерації профспілок України», створеною Федерацією професійних спілок України.
2004 року, в ході «Помаранчевої революції», будинок був зайнятий протестувальниками.
Під час Євромайдану, після подій 1 грудня 2013 року, Будинок профспілок був захоплений протестувальниками, де був створений їх штаб.

### Пожежа
В ніч на 19 лютого 2014 року будинок майже повністю згорів, а також обвалилися конструкції між четвертим і п'ятим поверхами. Остаточно пожежу вдалося загасити лише о 06:55 ранку 20 лютого. Після нейтралізації вогню там було знайдено тіло людини.
Активісти звинуватили у підпалі будинку правоохоронців, а силовики переклали відповідальність на «Правий сектор». За даними Головного управління ДСНС в м. Києві, під час пожежі в столичному Будинку
профспілок працівникам Державної служби України з надзвичайних ситуацій вдалося врятувати 41 людину. За даними тимчасової слідчої комісії Верховної Ради України з розслідування вбивств на

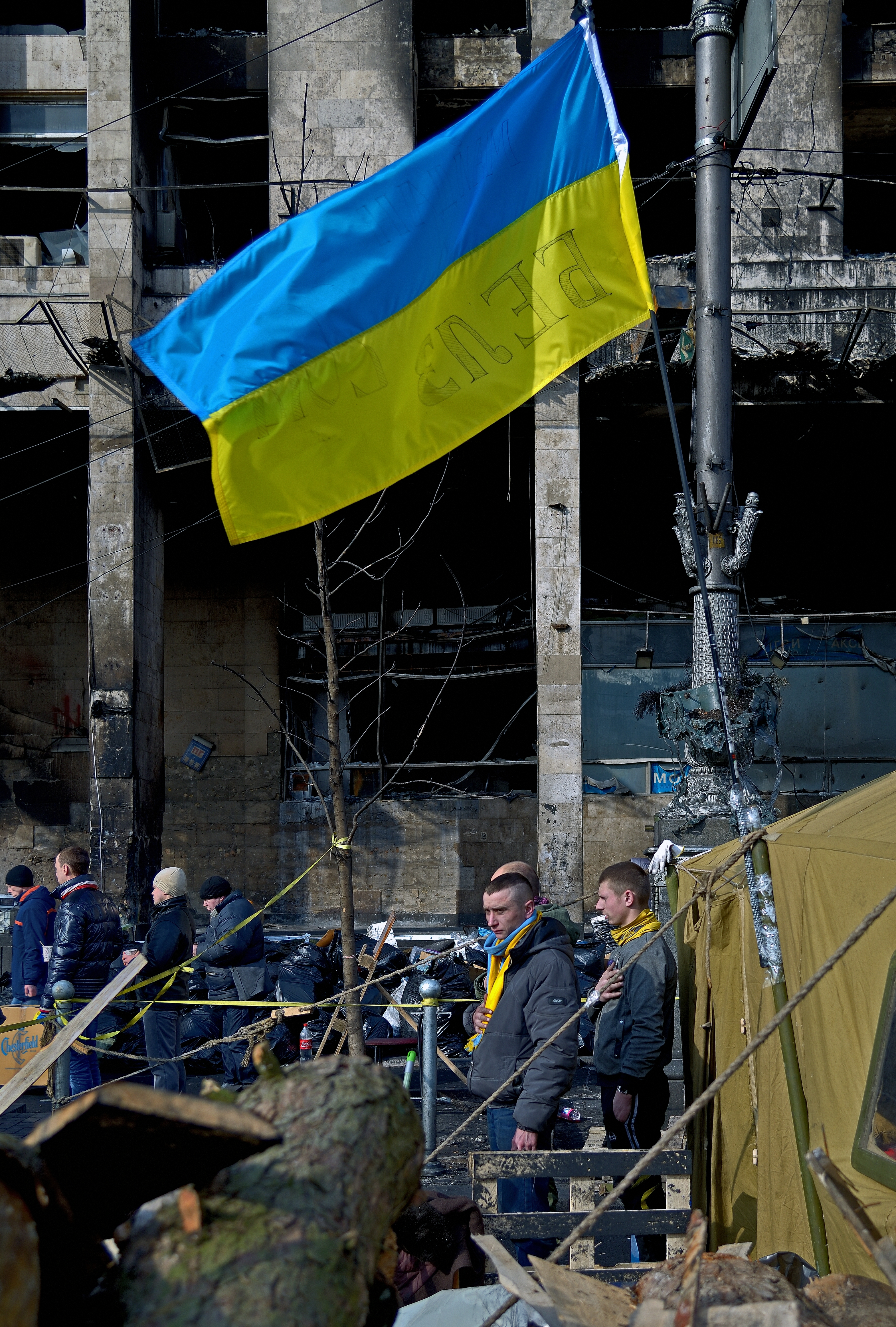
Хвилина тиші пам'яті Небесної сотні біля спаленого Будинку профспілок України. Київ, 24.02.2014

Майдані, штурм Будинку профспілок здійснювався за вказівкою колишнього Голови СБУ Олександра Якименка, його першого заступника Володимира Тоцького, керівника центру спецоперацій «Альфа» Олега Присяжного та керівника Антитерористичного центру СБУ Андрія Меркулова.
Про цю пожежу розповідається у документальному фільмі «Пожежа у Будинку Профспілок» з циклу «Зима, що нас змінила».
Для проведення ремонту 27 березня 2014 року було створено БФ «Відродження будинку Профспілок». Його роботу організовує і контролює Наглядова рада. Після дозволу органів прокуратури, влітку 2014 розпочався процес ліквідації наслідків пожежі. За цей час проведені ремонтні роботи на теплотрасі й консервація теплопункту, приміщення очищено від сміття, виконаний великий обсяг протиаварійних і зміцнювальних робіт. Закриті віконні й дверні прорізи, щоб захистити приміщення від снігу, дощу й вітру. Закріплені аварійні конструкції, плити й вузли балок розкрили для подальшого обстеження. Згідно з висновками експертів, що обстежили будівлю, вона перебуває в задовільному стані і потребує відновлення. Після відповідних робіт зовнішній вигляд фасаду не змінився.

### Відновлення і подальша історія

#### 2015-2018
Федерація профспілок України уклала інвестиційний договір з приватним інвестором – компанією «ІТТ-Нерухомість» (надалі перейменовано на ТОВ «БЦ «Майдан Плаза»). 
Коштом інвестора протягом 2016-2018 років будівля була повністю відновлена за проєктом архітектора Артема Білика. В процесі відновлювальних робіт замінено 348 плит перекриття, 179 залізобетонних балок, виготовлено і змонтовано 144 тони металоконструкцій. Очищено стіни, стелі і колони від наслідків, заподіяних вогнем. Повністю замінено фасад – демонтовано старий травертин та встановлено керамограніт за технологією вентильованого фасаду. Змонтовано нові системи пожежогасіння, димовидалення, вентиляції та кондиціонування. Під час виконання робіт з фасаду будівлі було демонтовано «серп і молот» – символи радянської епохи.
30 травня 2018 року відбулося відкриття відновленого після пожежі фасаду Будинку профспілок.
21 листопада 2018 року на двох поверхах відновленого після пожежі будинку відкрито Інформаційно-виставковий центр Музею Майдану. У ньому можна дізнатися про передумови та перебіг Євромайдану, отримати інформацію про маршрут «Місця Революції Гідності», замовити екскурсію, принести експонати, залишити свої спогади про знаменні події, довідатися про діяльність Національного меморіального комплексу Героїв Небесної Сотні – Музею Революції Гідності.

#### 2019-2022
До Будинку профспілок повернулись усі профспілкові організації, а сама будівля повернулась до звичного життя.
28 січня 2021 року з розслідування Слідство.Інфо стало відомо, що в підвалі будівлі готувалось до відкриття незаконне казино площею 1 тис. м2, замасковане під спортивний покерний клуб.
Новина викликала бурхливу реакцію громадськості та представників влади. Міністр культури та інформаційної політики України Олександр Ткаченко заявив: «Звістка про те, що у Будинку профспілок на Майдані збираються відкрити покерний клуб, шокувала… Пам’ять про трагічні події тих днів має бути збережено, а меморіальний спадок вшановано достойно». За його словами, Міністерство культури та інформаційної політики направило запит до керівництва Федерації профспілок України, щоб ретельно розібратися у ситуації. Інвестор та співвласник Будинку профспілок, в свою чергу, закликав Федерацію профспілок України не відкривати покерний клуб і оприлюднив текст Меморандуму про взаєморозуміння та співпрацю щодо відкриття та функціонування Будинку профспілок, в якому, зокрема, Федерація профспілок взяла на себе обов’язок утримуватися від відкриття в Будинку закладів розважального характеру. «Я звертаюсь до Федерації профспілок дотримуватися положень підписаного Меморандуму, оскільки необдумані рішення кидають тінь на історичну пам'ять Будинку спілок і нівелюють той результат, якого нам вдалося досягти спільною тривалою і дуже непростою роботою по його відновленню» – заявив інвестор.

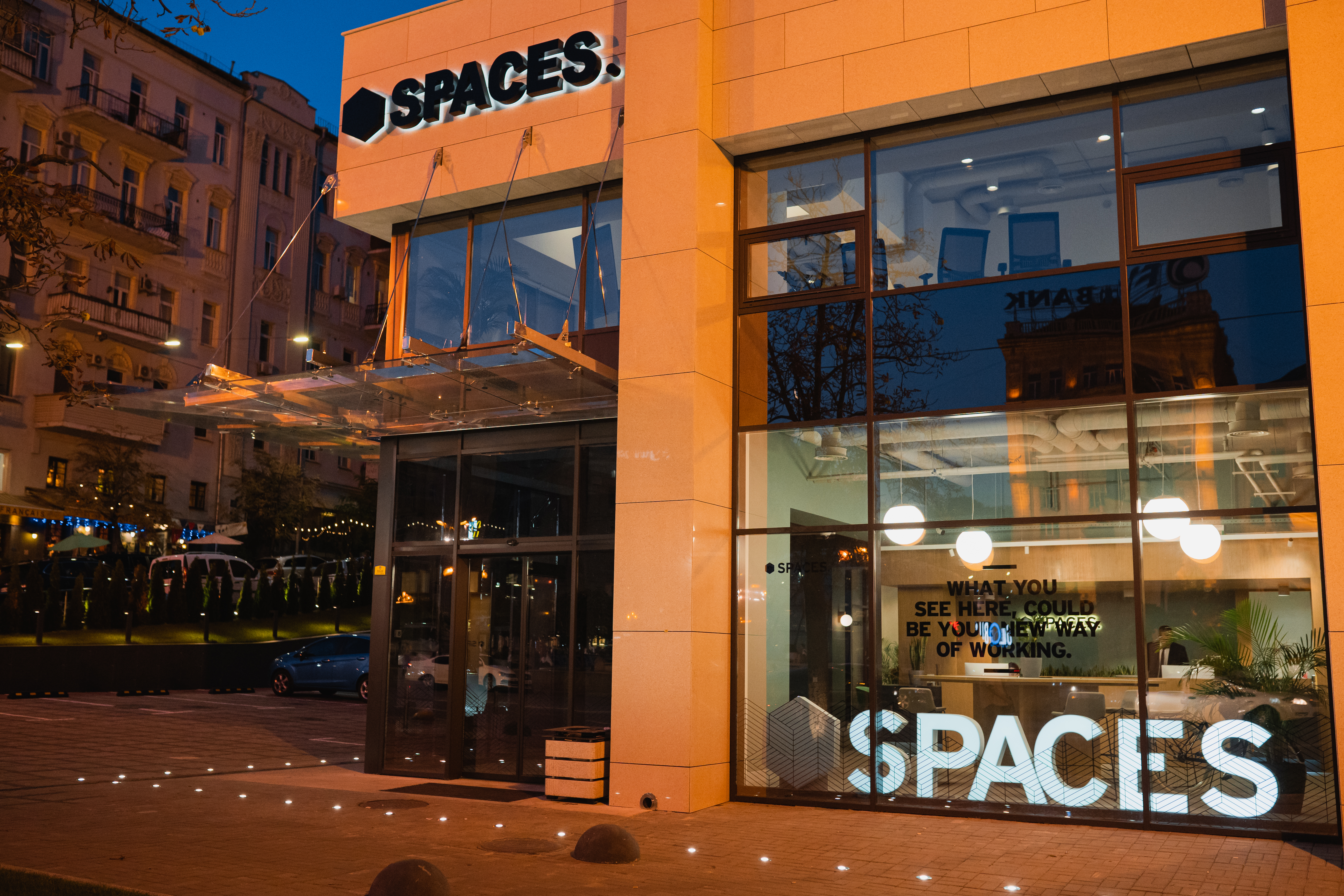
Бізнес-центр "Spaces, Maidan Plaza"

У частині будівлі, яка згідно інвестиційного договору на відновлення Будинку профспілок, відійшла інвестору, британська міжнародна компанія IWG (раніше – Regus Group) відкрила один з найбільших коворкінгів в Україні під брендом Spaces.
Бренд Spaces створений в 2006 році і знаходиться під управлінням компанії IWG. Простори Spaces розташовані в 39 країнах світу (включаючи Нідерланди, США та Австралію) і 150 локаціях. Формат офісних просторів Spaces покликаний сприяти активному розвитку бізнесу – від підприємців і стартапів до великих корпорацій.
Близько 50 українських і міжнародних компаній та неурядових організацій відкрили свої офіси і працюють в Spaces у Будинку профспілок.                       
Активно продовжує роботу Інформаційно-виставковий центр Музею Майдану – проводяться виставки, культурно-освітні заходи, тематичні вечори та презентації книг українських авторів.
В центральному холі Будинку профспілок розташована постійно діюча фотовиставка, присвячена перебігу реконструкції Будинку профспілок в 2016-2018 роках.
В перші дні російського вторгнення до України над годинниковою вежею Будинку профспілок було піднято жовто-блакитний прапор як символ незламності у боротьбі з ворогом.

#### 2023-2025
Незважаючи на війну, профспілкові організації, Інформаційно-виставковий центр Музею Майдану та приватні компанії у Будинку профспілок продовжили працювати в звичайному режимі.
13 травня 2025 року, згідно повідомлення пресслужби Національного агентства з розшуку та менеджменту активів (АРМА), відбулася передача від консорціуму "Управляюча компанія «КАМпарітет»" — в управління новому управителю, яким став АРМА, арештованого активу, а саме Будинку профспілок на Майдані Незалежності в столиці. Арештована та передана АРМА адміністративна будівля Будинку профспілок має площу — 13 892,2 м².

## Особливості
Відмінною пам'яткою будинку є електронний годинник на його 24-метровій вежі з оглядовими панелями 720х430 см. З 1980 року годинник відображав час, температуру повітря, дату та додаткову інформацію, а разом з боєм передавалася беззмінна мелодія «Як тебе не любити, Києве мій». 2011 року годинник було замінено на сучасний — світлодіодний компанії ЕКТА, який уже працював як повноцінне мультимедійне табло.
В 2020 році замість пошкодженого світлодіодного годинника на башті будівлі було встановлено 4-сторонній мультимедійний екран, який показує час, дату та погоду.

## Галерея

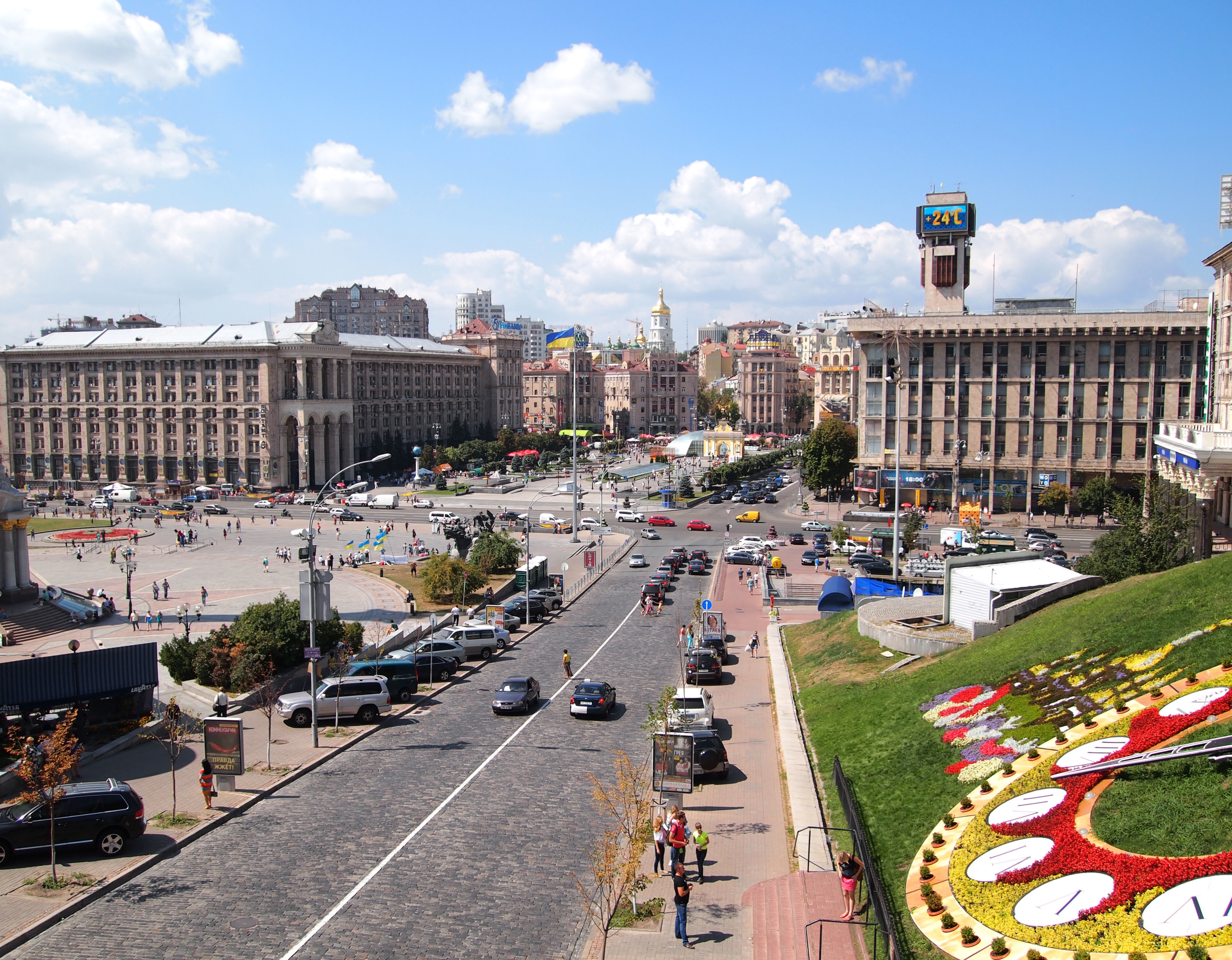
Будинок профспілок (праворуч) з вулиці Інститутської
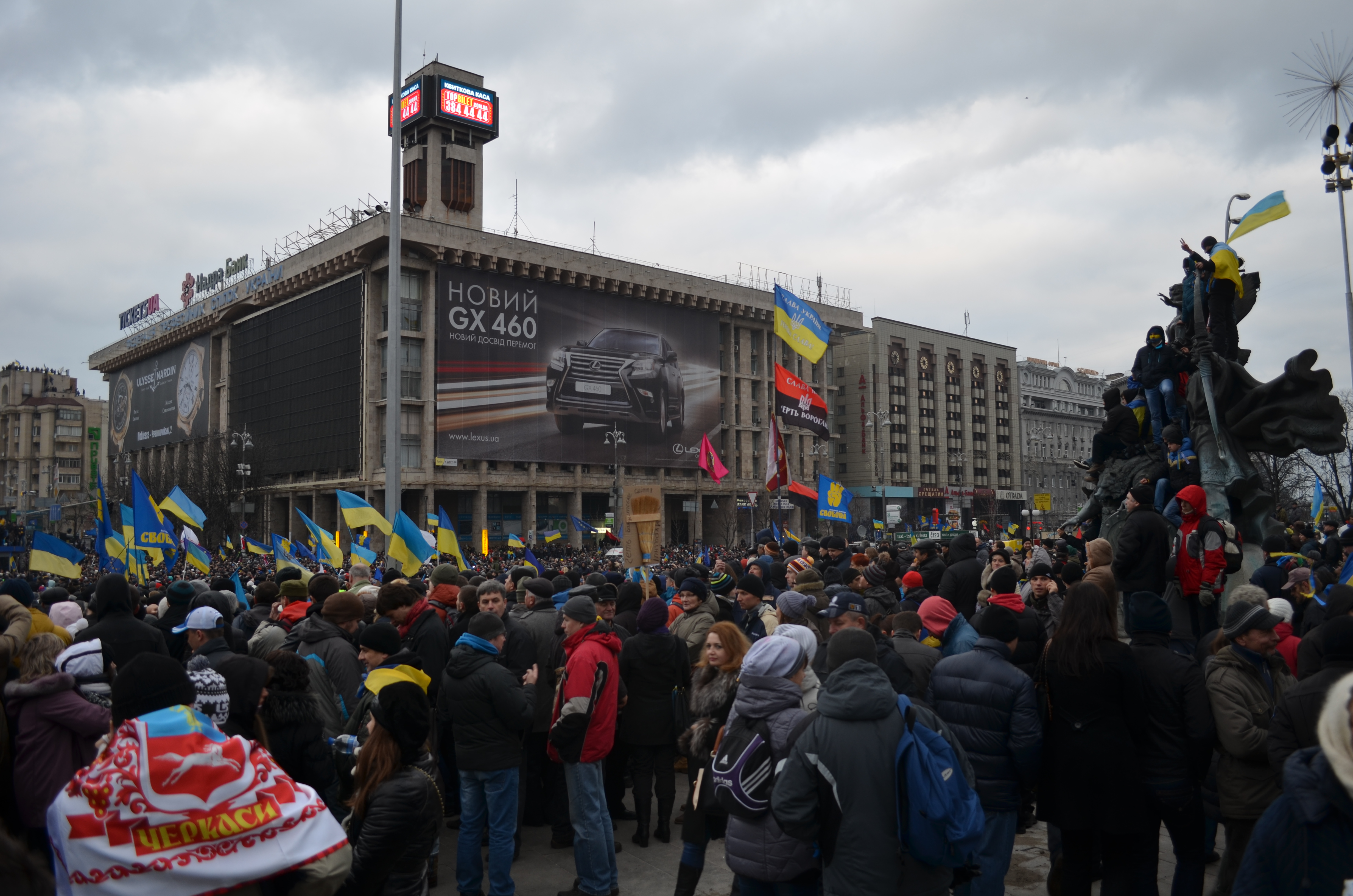
Будинок профспілок під час Євромайдану, 1 грудня 2013
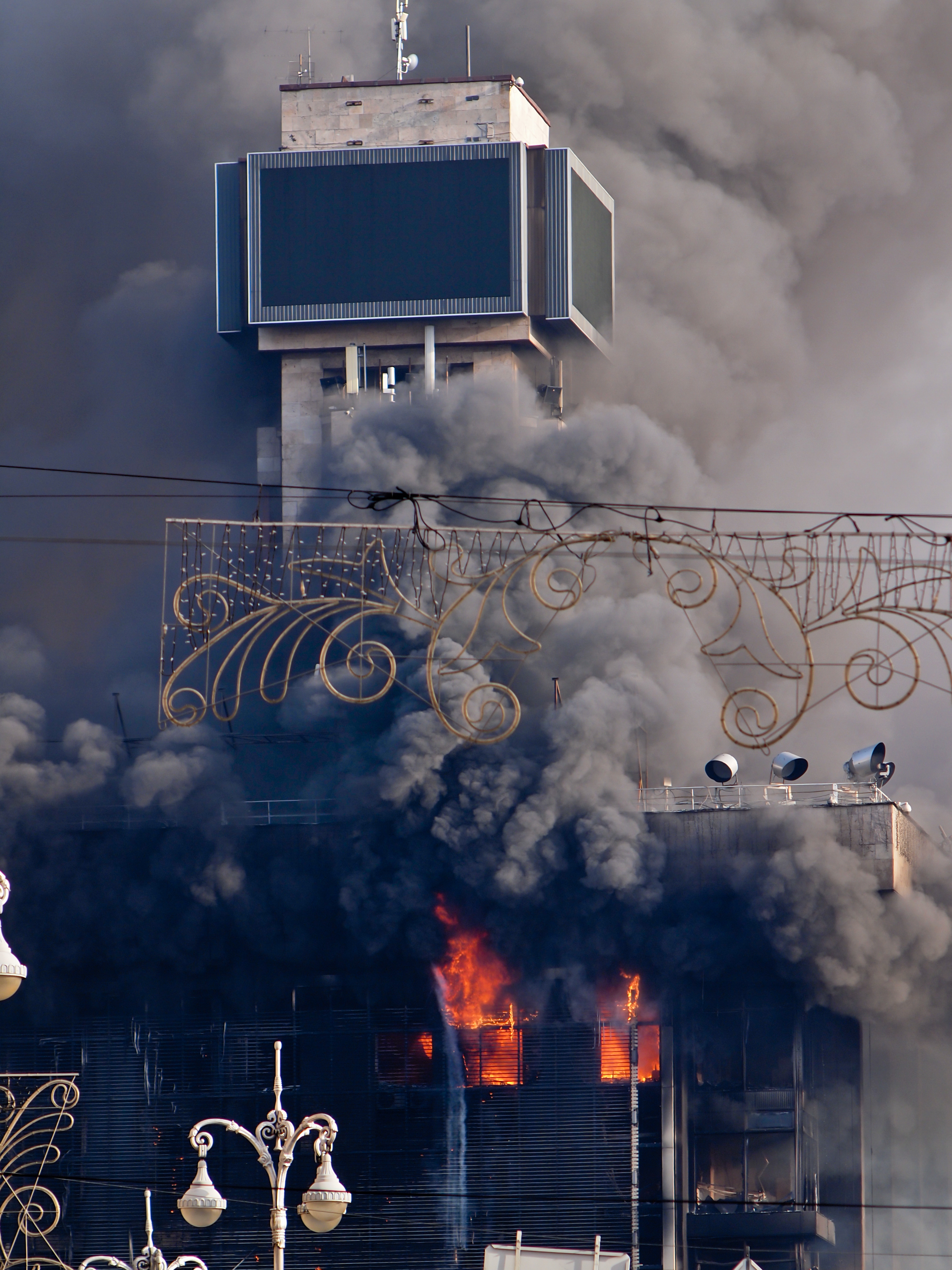
Будинок профспілок під час пожежі, 19 лютого 2014
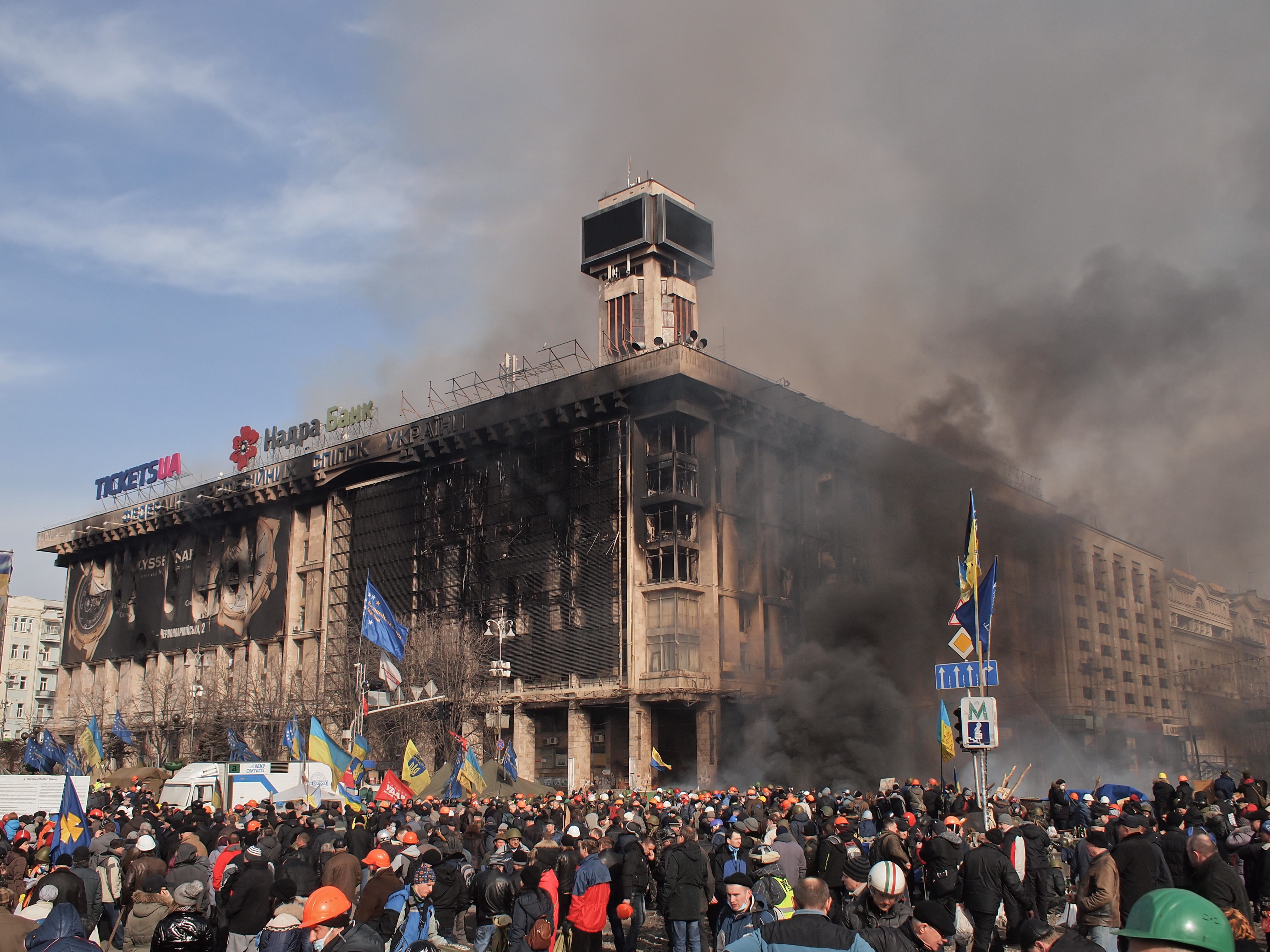
Будинок профспілок наприкінці пожежі 19 лютого 2014
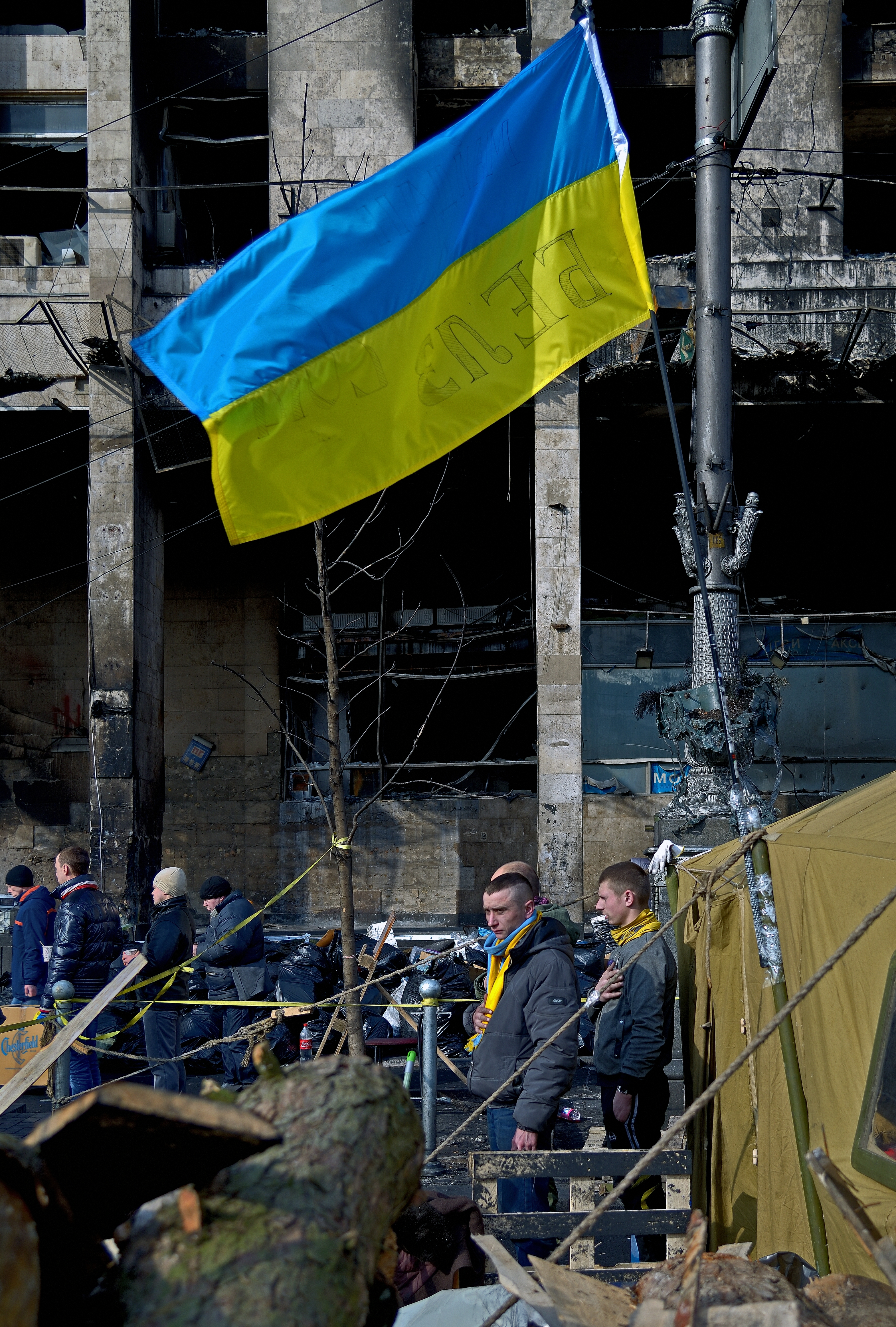
Хвилина мовчання на пам'ять Небесної сотні 24 лютого 2014
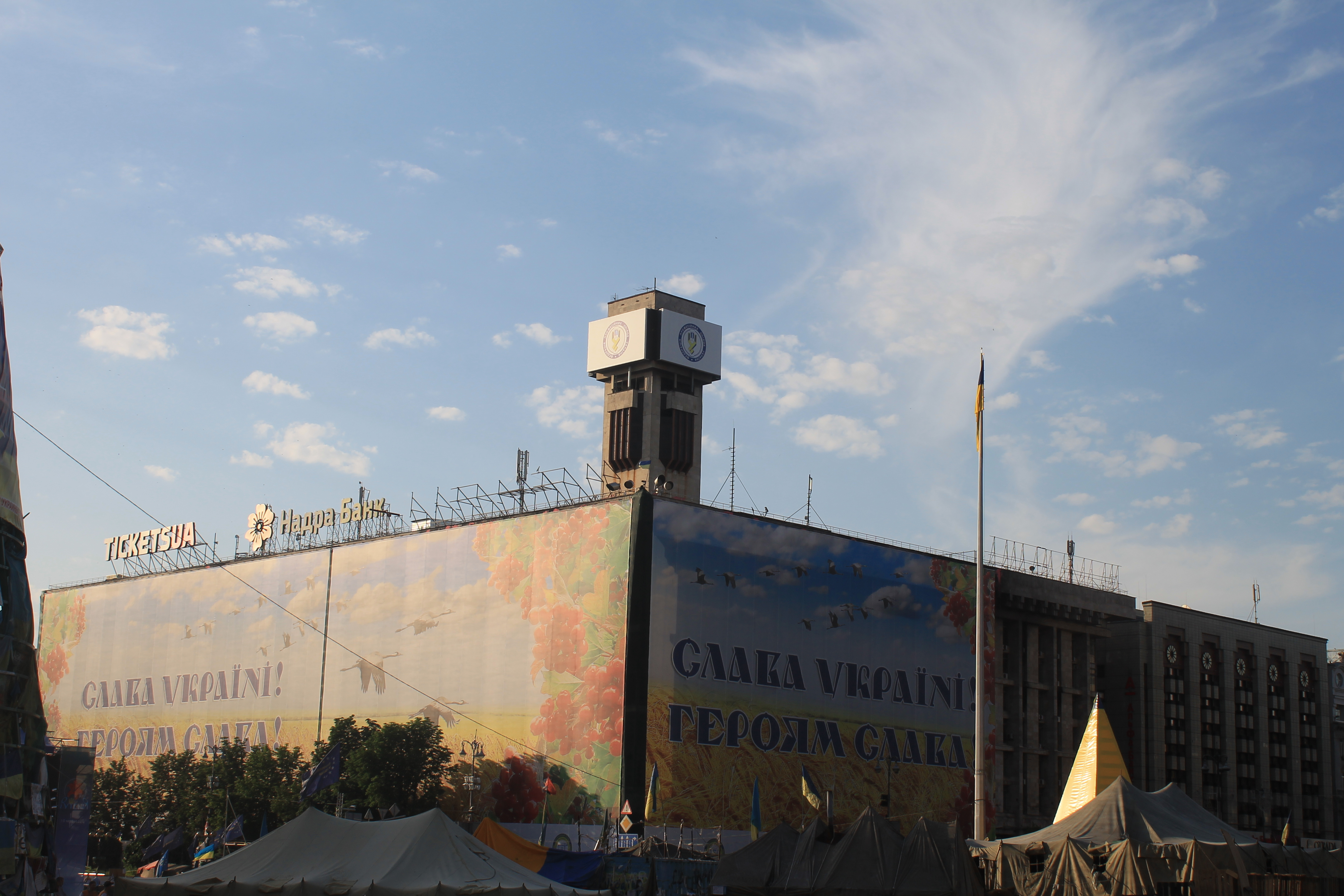
Завішений банером, червень 2014
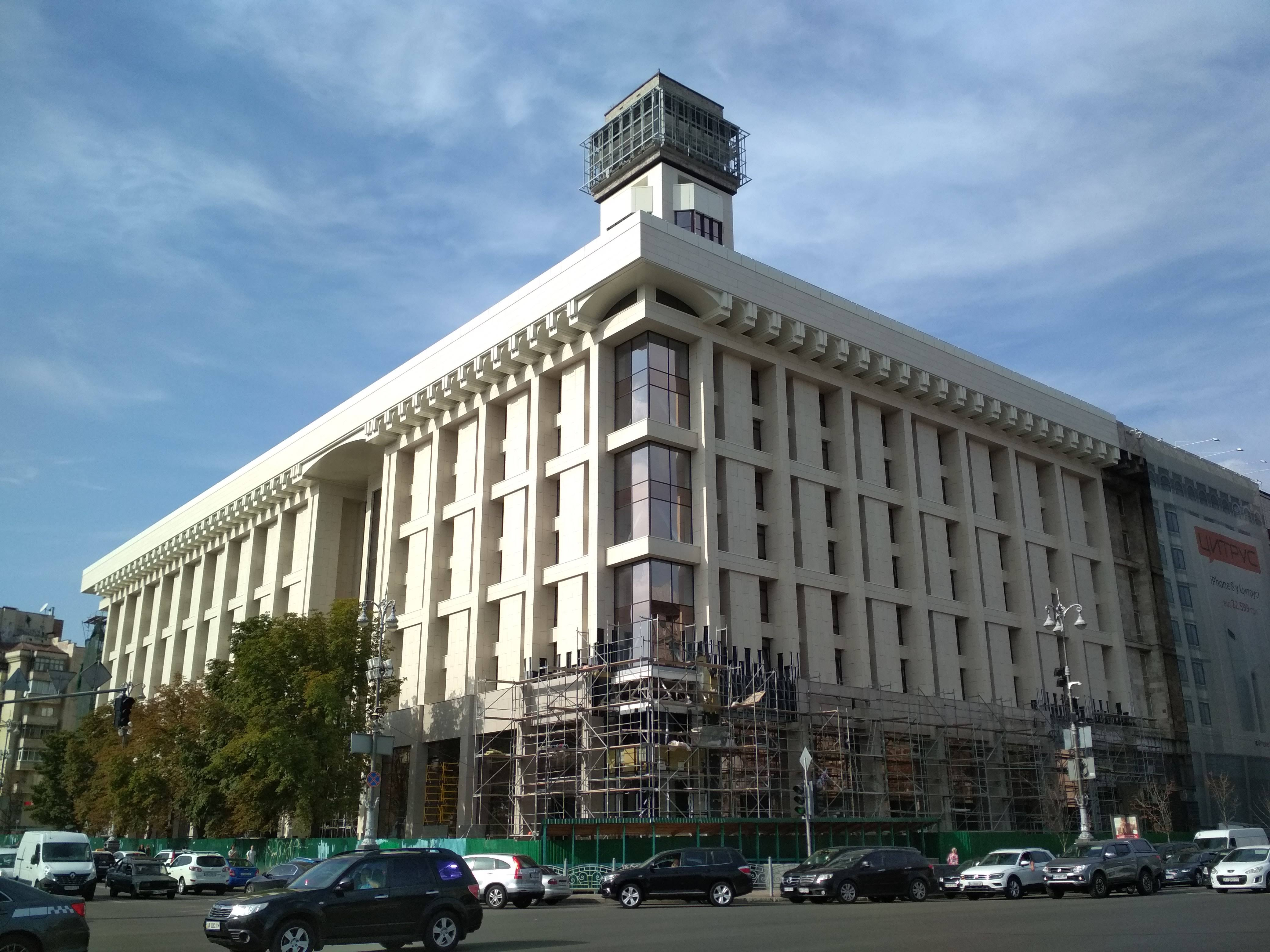
Під час реконструкції, вересень 2018